# Neurolarthra procera
Neurolarthra procera är en stekelart som beskrevs av Fischer 2006. Neurolarthra procera ingår i släktet Neurolarthra och familjen bracksteklar. Inga underarter finns listade i Catalogue of Life.